# Richard Gerard Lennon
Richard Gerard Lennon (Arlington, 26 marzo 1947 – Brecksville, 29 ottobre 2019) è stato un vescovo cattolico statunitense.

## Biografia
Richard Gerard Lennon nacque ad Arlington, nel Massachusetts, il 26 marzo 1947 da Albert G. Lennon (1918-1970) e Mary G. Halligan (1918-1980). Suo padre era il vice capo dei vigili del fuoco della città. Aveva un fratello Albert.

### Formazione e ministero sacerdotale
Frequentò il liceo della parrocchia di San Giacomo ad Arlington, presso la quale prestava anche servizio come ministrante. Nel 1965 si diplomò alla Matignon High School, una scuola superiore cattolica di Cambridge, dove era membro della National Honor Society. In seguito studiò educazione matematica presso il Boston College. Poi entrò nel seminario "San Giovanni" di Brighton. Nel 1969 conseguì il Bachelor of Arts in filosofia, nel 1973 il master in teologia sacramentale e nel 1984 il Master of Arts in storia della Chiesa.
Il 19 maggio 1973 fu ordinato presbitero per l'arcidiocesi di Boston. In seguito fu vicario parrocchiale della parrocchia della Natività di Santa Maria a Scituate dal 1973 al 1982; vicario parrocchiale della parrocchia di Santa Maria a Quincy dal 1982 al 1988; assistente per gli affari canonici dell'ufficio del vicario per l'amministrazione dell'arcidiocesi di Boston, e contemporaneamente residente nella parrocchia di Santa Maria dell'Assunzione di Brookline dove svolgeva il ministero sacerdotale, dal 1988 al 1999 e rettore del seminario "San Giovanni" di Brighton dal 1999 al 2001. Lennon criticò il vescovo ausiliare William Francis Murphy, di cui era assistente, per aver finanziato l'inserimento lavorativo di sacerdoti accusati di abusi sessuali su minori.
Nell'aprile del 1998 venne nominato prelato d'onore di Sua Santità.
Fu anche membro della Catholic Lawyers Guild dell'arcidiocesi di Boston e della Canon Law Society of America.
Nel giugno del 2001 divenne membro del Sovrano Militare Ordine di Malta e dell'Ordine equestre del Santo Sepolcro di Gerusalemme.

### Ministero episcopale
Il 29 giugno 2001 papa Giovanni Paolo II lo nominò vescovo ausiliare di Boston e titolare di Sufes. Ricevette l'ordinazione episcopale il 14 settembre successivo nella cattedrale della Santa Croce a Boston dal cardinale Bernard Francis Law, arcivescovo metropolita di Boston, co-consacranti il vescovo ausiliare della stessa arcidiocesi Lawrence Joseph Riley e il vescovo di Rockville Centre William Francis Murphy.
Nel dicembre del 2002 il cardinale Law rassegnò le dimissioni da arcivescovo di Boston nel mezzo di un continuo e vasto scandalo di abusi sessuali, e Lennon venne nominato amministratore apostolico dell'arcidiocesi. Ricoprì tale ufficio fino all'ingresso in diocesi di monsignor Sean Patrick O'Malley, il 30 luglio 2003. O'Malley nominò Lennon vicario generale e moderatore della curia. In un documentario sugli abusi sessuali da parte di chierici e la chiusure di chiese nell'area di Boston andato in onda nel 2007 su Frontline della PBS, Lennon cercò di impedire le riprese esterne dell'edificio della cancelleria dell'arcidiocesi.
La nomina di Lennon ad amministratore apostolico a seguito delle dimissioni di Law, suscitò critiche da parte di alcuni gruppi di vittime di abusi sessuali.
Il 4 aprile 2006 papa Benedetto XVI lo nominò vescovo di Cleveland. Succedette a monsignor Anthony Michael Pilla, dimessosi per problemi di cuore. Prese possesso della diocesi il 15 maggio successivo.
Durante il suo episcopato a Cleveland, il vescovo Lennon stabilì una visione per la diocesi concentrandosi sull'evangelizzazione con un'enfasi sul Vangelo. Stabilì che la presenza della Chiesa dovesse rimanere in ogni contesto in cui il consolidamento avrebbe ridotto il numero delle parrocchie. La Chiesa sarebbe stata presente nell'Eucaristia, nella liturgia, nell'educazione cattolica o nel servizio sociale.
Appena entrato in carica, il vescovo si mise subito in viaggio per visitare tutte le parrocchie e le scuole della diocesi. Allo stesso tempo, il processo di riconfigurazione ereditato proseguì con un'attenta valutazione da parte dei gruppi parrocchiali, poi del comitato per la vita parrocchiale composto da 31 membri, del personale del vescovo di 13 membri e dal consiglio presbiterale composto da 25 sacerdoti. Le loro raccomandazioni portarono alla chiusura di 50 parrocchie e all'istituzione di 17 nuove parrocchie unite.
Monsignor Lennon diede priorità all'istituzione di audit interni parrocchiali, audit interni delle scuole diocesane e all'istituzione di norme modello per le scuole cattoliche e per il catechismo dei bambini. Sotto la sua guida, la campagna di raccolta fondi Rooted in Faith portò all'ottenimento di circa 170 milioni di dollari per rafforzare molteplici aspetti della diocesi, comprese le parrocchie, il fondo pensione del clero, gli sforzi per l'evangelizzazione, la cattedrale di San Giovanni Evangelista e le scuole cattoliche.
Nel giugno del 2008, dopo avere acconsentito al processo di riconfigurazione diocesana ereditato dal suo predecessore, Lennon annunciò l'intenzione di chiudere almeno 30 parrocchie nelle città di Cleveland e Lorain, comprese le parrocchie più vecchie nei sobborghi interni di Cleveland. I parrocchiani e i membri del consiglio comunale di Cleveland attaccarono il suo piano. Tra essi vi era Michael Polensek, del quartiere 11. I critici sottolinearono che molte delle chiese da chiudere godevano di redditi mensili costanti, anche se limitati, e che molte di queste chiese avevano un orientamento politicamente liberale. Tuttavia, una parte di queste chiese necessitava anche di importanti investimenti di capitale dopo anni di ritardata manutenzione, cosa non sempre evidente se esaminata dall'esterno.
Seguirono critiche significative all'organizzazione dei cluster parrocchiali e al processo decisionale associato alla chiusura delle parrocchie. Alcuni cattolici della diocesi nel 2009 chiesero una supervisione vaticana su Lennon e la revisione del programma di accorpamento da parte della Congregazione per i vescovi. Nei successivi 14 mesi Lennon presiedette 78 messe che segnarono la chiusura, la fusione e l'apertura delle parrocchie.
Con la chiusura della chiesa di San Pietro, una parrocchia di 151 anni, molti parrocchiani e il loro parroco si staccarono dal vescovo e fondarono la Comunità di San Pietro. Il 4 marzo 2013, Robert Marrone, indicato come il leader di quella comunità, fu scomunicato latae sententiae ovvero automaticamente, commettendo il reato, non dopo un processo ecclesiastico. Il motivo addotto era lo scisma, compiuto nell'atto di disobbedienza ai superiori ecclesiastici accettando di guidare una comunità separatista. La diocesi dichiarò che avrebbero incontrato la congregazione e il suo consiglio nel tentativo di risolvere la situazione ma allo stesso tempo avvertì che sarebbero stati anch'essi soggetti a scomunica se non si fossero riuniti presto alla Chiesa ufficiale.
Nel luglio del 2011, la Santa Sede compì una visita apostolica investigativa della diocesi di Cleveland. A capo delle indagini fu posto il vescovo emerito di Trenton John Mortimer Fourette Smith.
Nel febbraio del 2012 compì la visita ad limina.
Nel marzo del 2012 il Vaticano ordinò l'annullamento delle chiusure di 13 delle 50 chiese che avevano avviato un appello alla Congregazione per il clero.
Il 4 febbraio 2016 monsignor Lennon fu sottoposto a una procedura cardiaca d'urgenza. A novembre presentò una richiesta di pensionamento anticipato. Il 28 dicembre dello stesso hanno papa Francesco accettò la sua rinuncia al governo pastorale della diocesi per motivi di salute. Lo stesso giorno il vescovo rivelò che gli era stata diagnosticata una demenza vascolare.
Morì a Brecksville il 29 ottobre 2019 all'età di 72 anni. Le esequie si tennero il 5 novembre alle ore 11 nella cattedrale di San Giovanni Evangelista e furono presiedute da monsignor Nelson Jesus Perez, suo successore. L'omelia venne pronunciata da monsignor Christopher James Coyne, vescovo di Burlington. Al termine del rito fu sepolto nella cappella della Resurrezione nella stessa chiesa cattedrale.

## Genealogia episcopale
La genealogia episcopale è:
- Cardinale Scipione Rebiba
- Cardinale Giulio Antonio Santori
- Cardinale Girolamo Bernerio, O.P.
- Arcivescovo Galeazzo Sanvitale
- Cardinale Ludovico Ludovisi
- Cardinale Luigi Caetani
- Cardinale Ulderico Carpegna
- Cardinale Paluzzo Paluzzi Altieri degli Albertoni
- Cardinale Gaspare Carpegna
- Cardinale Fabrizio Paolucci
- Cardinale Francesco Barberini
- Cardinale Annibale Albani
- Cardinale Federico Marcello Lante Montefeltro della Rovere
- Vescovo Charles Walmesley, O.S.B.
- Arcivescovo John Carroll, S.I.
- Vescovo Benedict Joseph Flaget, P.S.S.
- Arcivescovo Martin John Spalding
- Cardinale James Gibbons
- Vescovo Edward Patrick Allen
- Vescovo Richard Oliver Gerow
- Vescovo Joseph Bernard Brunini
- Cardinale Bernard Francis Law
- Vescovo Richard Gerard Lennon